# Кампеђине
Кампеђине је насеље у Италији у округу Ређо Емилија, региону Емилија-Ромања.
Према процени из 2011. у насељу је живело 2527 становника. Насеље се налази на надморској висини од 36 м.

## Становништво
| 1951. | 1961. | 1971. | 1981. | 1991. | 2001. | 2011. |
| ----- | ----- | ----- | ----- | ----- | ----- | ----- |
| 3.962 | 3.615 | 3.367 | 3.806 | 4.077 | 4.551 | 5.114 |